# Католицизм в Канаде
 Католицизм в Канаде — Католическая церковь Канады является частью всемирной Католической церкви. Число католиков в Канаде составляет около 13 миллионов человек. Большинство католиков в Канаде проживают в провинции Квебек, где они составляют около 83 % от общего числа населения.

## История
В начале XVI века на территорию сегодняшней Канады вместе с первыми европейскими поселенцами стали прибывать католические миссионеры. После основания города Квебека в 1608 году в Канаде началась планомерная миссионерская деятельность Римско-католической церкви среди местного индейского населения. В страну стали прибывать францисканцы, августинцы, урсулинки. В 1611 году в Новую Францию прибыли иезуиты, которые стали проповедовать католицизм среди индейцев. Иезуиты основывали поселения среди индейцев, самым известным из которых была миссия «Святая Мария среди гуронов». Постоянные вооружённые конфликты между Англией и Францией за новые колонии в Северной Америке существенно влияли на проповедническую деятельность иезуитов, которые были втянуты в войны противоборствующих индейских племён. В 40-х годах XVII века (с 1642 по 1649 гг.) году от рук индейцев погибли восемь иезуитов, которые в 1933 году были причислены к лику святых Римским папой Пием XI.
В 1657 году в Римским папой Александром VII была учреждена первая постоянная католическая структура Апостольский викариат Северной Америки с центром в городе Квебек, первым ординарием которого был назначен епископ Франсуа де Монморанси-Лаваль, который принял активное участие в возведении первых католических храмов в Канаде. В 1674 году Римский папа Климент X преобразовал Апостольский викариат в ранг архиепархии.
С поражением французских войск в 1759 году Канада перешла под управление Великобритании, которая стала препятствовать приезду из Франции католических миссионеров. В Канаде была запрещена деятельность иезуитов. В 1774 году в Канаде был издан «Акт Квебека», разрешавший религиозную свободу. Во время гражданской войны в США английские власти, чтобы канадские католики не поддерживали борьбу за независимость северо-американских штатов, разрешили приезжать в Канаду католическим священнослужителям.
В XIX веке число католиков в стране значительно увеличилось. В Канаду стали прибывать многочисленные эмигранты из Ирландии. В 1843 году в Канаду вернулись иезуиты. В 1844 году в стране уже было восемь католических епархий.
В 1867 году Канада стала независимой. Католическая церковь стала стремительно развиваться. Римский папа Пий IX образовал в Канаде новые католические митрополии в Галифаксе, Торонто, архиепархию святого Бонифация в Виннипеге, а также десять других епархий. В 1886 году были образованы ещё три архиепархии: в Монреале, Оттаве и Кингстоне.
В конце XIX века в страну стали прибывать украинские грекокатолики из Западной Украины, для которых в 1912 году был образован отдельный ординариат. В 1941 году ординариат для грекокатоликов был преобразован в Апостольский экзархат. В 1956 году Святым Престолом была учреждена Виннипегская митрополия для грекокатоликов. В настоящее время в Канаде существует своя украинская грекокатолическая семинария в Роблине.
9 — 21 сентября 1984 года Канаду посетил с пастырским визитом Римский папа Иоанн Павел II.

### XX век
В XX веке Католическая церковь в Канаде принимала активное участие в общественно-политической жизни страны. В 20-е годы создавались католические профсоюзы рабочих. В 1943 году была создана Конференция католических епископов Канады. После II Мировой войны стали возникать многочисленные движения мирян, среди которых наиболее известно католическое движение «Дом Марии», основанное россиянкой Екатериной Дохерти.
В XX веке активно развивались католические периодические издания. В 1994 году выходили около десяти газет, 21 еженедельников и 11 журналов.

## XXI век
После активной эмиграции в конце XX века в Канаде стали образовываться структуры различных Восточных католических церквей. Сегодня в стране действуют церковные структуры Маронитской, Мелькитской, Халдейской, Украинской и Словацкой грекокатолических церквей. В 1982 году была создана епархия святого Марона Маронитской церкви в Монреале, в 1984 году — епархия святого Спасителя Мелькитской католической церкви. В 1980 году была создана епархия святых Кирилла и Мефодия для католиков-словаков византийского обряда.

## Структура
В Канаде сегодня существуют 17 митрополий, 1 архиепархия и 45 епархия латинского обряда, 1 митрополия и 7 епархий грекокатолического обряда, один военный ординариат, 4.963 прихода, 136 епископов, 5670 священников, 3978 монахов-священников, 2128 монахов, 23079 монахинь.

### Церковная структура Римско-католической церкви
Централизованным органом управления Католической церкви латинского обряда является Конференция католических епископов Канады.
- Архиепархия Ванкувера, включающая епархии Камлупса, Нельсона, Принс-Джорджа, Виктории;
- Архиепархия Виннипега;
- Архиепархия Квебека, включающая епархии Шикутими, Сент-Анн-де-Ла-Покатьера, Труа-Ривьера;
- Архиепархия Галифакса-Ярмута, включающая епархии Антигониша, Шарлоттауна, Ярмута
- Архиепархия Гатино, включающая епархии Эймоса, Мон-Лорье, Руэн-Норанды;
- Архиепархия Груара — Мак-Леннана, включающая епархии Маккензи — Форт-Смита, Уайтхорса;
- Архиепархия Кивотина — Ле-Па, включающая епархии Черчилла — Гудзонова залива, Мусони;
- Архиепархия Кингстона, включающая епархии Александрии — Корнуолла, Питерборо, Су-Сент-Мари;
- Архиепархия Монктона, включающая епархии Батерста, Эдмундстона, Сент-Джона;
- Архиепархия Монреаля, включающая епархии Жольета, Сен-Жана — Лонгёя, Сен-Жерома, Валлифилда;
- Архиепархия Оттавы — Корнуолла, включающая епархии Херста, Пемброка, Тимминса;
- Архиепархия Реджайны, включающая епархии Принс-Альберта, Саскатуна;
- Архиепархия Святого Германа, включающая епархии Бе-Комо, Гаспе;
- Архиепархия Святого Бонифация;
- Архиепархия Сент-Джонса, включающая Корнер-Брука и Лабрадора, Гранд-Фолса;
- Архиепархия Торонто, включающая епархии Гамильтона, Лондона, Сент-Катаринса, Тандер-Бея;
- Архиепархия Шербрука, включающая епархии Николе, Сент-Иасента;
- Архиепархия Эдмонтона, включающая епархии Калгари, святого Павла в Альберте;

#### Военный ординариат
- Военный ординариат Канады.

### Церковная структураВосточных католических церквей

#### Маронитская католическая церковь
- Епархия святого Марона в Монреале.

#### Мелькитская католическая церковь
- Епархия Святого Спасителя в Монреале.

#### Словацкая грекокатолическая церковь
- Епархия святых Кирилла и Мефодия в Торонто.

#### Украинская грекокатолическая церковь
- Архиепархия Виннипега, включающая епархии Эдмонтона, Нью-Уэстминстера, Саскатуна, Торонто;

## Источник
- Католическая Энциклопедия, т. 2, изд. Францисканцев, М., 2005, ISBN 5-89208-054-4